# 2010年バンクーバーオリンピックのスロバキア選手団
2010年バンクーバーオリンピックのスロバキア選手団（2010ねんバンクーバーオリンピックのスロバキアせんしゅだん）は、2010年2月12日から2月28日までカナダのブリティッシュコロンビア州バンクーバー市で開催された2010年バンクーバーオリンピックのスロバキア選手団、およびその競技結果。

## 概要
今大会は金メダル1個、銀メダル1個、銅メダル1個の計3個のメダルを獲得した。

## メダル
| メダル | 選手名                 | 競技         | 種目             |
| ------ | ---------------------- | ------------ | ---------------- |
| 金     | アナスタシア・クズミナ | バイアスロン | 女子スプリント   |
| 銀     | アナスタシア・クズミナ | バイアスロン | 女子パシュート   |
| 銅     | パボル・フライト       | バイアスロン | 男子マススタート |